# Röjdtjärnarna (Åsele socken, Lappland, 709526-160579)
Röjdtjärnarna är en sjö i Åsele kommun i Lappland och ingår i Gideälvens huvudavrinningsområde. Sjön har en area på 0,0909 kvadratkilometer och ligger 387,9 meter över havet.

## Delavrinningsområde
Röjdtjärnarna ingår i det delavrinningsområde (709551-160602) som SMHI kallar för Mynnar i Remmarån. Medelhöjden är 399 meter över havet och ytan är 2,2 kvadratkilometer. Det finns ett avrinningsområde uppströms, och räknas det in blir den ackumulerade arean 4,46 kvadratkilometer. Vattendraget som avvattnar avrinningsområdet har biflödesordning 4, vilket innebär att vattnet flödar genom totalt 4 vattendrag innan det når havet efter 117 kilometer. Avrinningsområdet består mestadels av skog (86 procent). Avrinningsområdet har 0,09 kvadratkilometer vattenytor vilket ger det en sjöprocent på 4 procent.